# Michel van Schendel
Pour les articles homonymes, voir Schendel.
Michel van Schendel (16 juin 1929 à Asnières-sur-Seine, France - 9 octobre 2005 à Montréal) est un écrivain, professeur, syndicaliste et poète québécois.

## Biographie

### Naissance et jeunesse
Michel van Schendel  est né en France, à Asnières-sur-Seine, en région parisienne, le 16 juin 1929. Ces parents sont belges, alors il a passé toute son enfance à Bruxelles en Belgique. Il revient en France dès l'âge de 17 ans pour y faire des études de droit et de sciences économiques à l'Université de Paris,,.
Il rencontre la québécoise Adèle Lauzon à Paris, avec qui il se marie. Il émigre au Québec en 1952. L'implication de Michel van Schendel au sein du Parti communiste français leur cause des ennuis en France et au Canada.

### Carrière
Après avoir exercé plusieurs métiers, Michel van Schendel produit à partir de 1955 une série de chroniques pour une émission de la radio culturelle de la Société Radio-Canada (SRC) réalisée par Hubert Aquin,.
Pendant plus de dix ans, il se passionne pour les débats sociopolitiques et littéraires de son temps où il campe une position résolument à gauche, voire communiste. Il écrit de nombreux articles qui paraissent dans les revues Liberté, Cité libre, Parti pris, Brèches, Contradictions et surtout Socialisme, dont il est le directeur de 1968 à 1971. Il est également journaliste et rédacteur au journal Le Devoir, au Nouveau Journal, à La Presse ainsi qu'à L'autorité du peuple,,,.
Il est un temps traducteur à la Commission royale d'enquête sur le bilinguisme et le biculturalisme, puis secrétaire de la Commission provinciale d’enquête sur l’urbanisme, dite commission La Haye.
Défenseur de la littérature québécoise, il devient professeur de littérature française et québécoise au secteur universitaire du Collège Sainte-Marie de Montréal. Il est l’un des fondateurs de l’Université du Québec à Montréal. Il y enseigne de 1969 à 1999 au Département d’études littéraires et milite au syndicat des professeurs jusqu’à sa retraite,.
En 1958, il fait paraître un premier recueil, Poèmes de l’Amérique étrangère, puis Variations sur la pierre en 1964, à l'Hexagone, maison d'édition à qui il reste fidèle et dont il fut l'un des piliers. En marge d'une grève du syndicat des professeurs à l'UQAM, il publie le recueil de poésie Veiller ne plus veiller en 1978. Il publie un premier récit, une œuvre à saveur autobiographique, avec Jousse ou la traversée des Amériques en 1996. Admirateur des œuvres de Paul-Marie Lapointe et de Roland Giguère, deux amis proches, il subit leur influence, mais reconnaît également une dette envers un autre de ses amis, le poète Gaston Miron qui le pousse, dès 1956, à prendre le thème de l’exil comme objet central de son œuvre poétique.
Il obtient la nationalité canadienne en 1981.
En plus d'écrire de la poésie, il est aussi théoricien et critique. Dans L’Impression du souci ou l’étendue de la parole (1993), l'auteur mélange à la fois la poésie et les textes de réflexions. Il est l'auteur de la première étude d'importance sur Réjean Ducharme, parue en 1967 et intitulée Ducharme, l’inquiétant.
Il participe, durant les cinq dernières années de sa vie, aux rencontres des poètes des « Mardis de Port-Royal », organisées par Patrick Coppens, qui avaient lieu, entre autres, chez Gaëtan Dostie,.
Son dernier recueil, Mille pas dans le jardin font aussi le tour du monde, paraît en 2005, quelques semaines avant sa mort. Il meurt le 9 octobre 2005 à Montréal,,.

### Reconnaissance
Ses poèmes ont été traduits en italien par Lucia Bonato en 1990 dans un ouvrage intitulé Delta di pietra.
En 1981, son livre De l’œil et de l’écoute, une anthologie de vingt ans d’écriture poétique parue en 1980, remporte le Prix du Gouverneur général, et ce, alors qu'il n'a pas encore pu obtenir sa nationalité canadienne.
En 2003, il a été récipiendaire du Prix Athanase-David.

## Œuvre

### Récit
- Jousse ou la traversée de l'Amérique, Montréal, L'Hexagone, 1996, 126 p.  (ISBN 978-2-89006-537-6)
- Un temps éventuel : histoire d'un homme et de plusieurs, Montréal, L'Hexagone, 2002.  (ISBN 978-2-89006-683-0)

### Contes
- L'oeil allumé : contes de la colère triste, Montréal, VLB, 2004, 174 p.  (ISBN 978-2-89005-888-0)

### Poésie
- Poèmes de l'Amérique étrangère, Montréal, L'Hexagone, 1958, 46 p.
- Variations sur la pierre, Montréal, L'Hexagone, 1964, 46 p.
- La Têt con navet, Montréal, Syndicat des professeurs de l'Université du Québec à Montréal, 1977, 62 f.
- Veiller ne plus veiller : suite pour une grève, Saint-Lambert, Éditions du Noroît, 1978, 91 p.  (ISBN 978-0-88524-029-6)
- De l'oeil et de l'écoute : poèmes 1956-1976, Montréal, L'Hexagone, 1980, 247 p.  (ISBN 978-2-89006-172-9)
- Autres, autrement, Montréal, L'Hexagone, 1983, 94 p.  (ISBN 978-2-89006-201-6)
- L'impression du souci, ou, L'étendue de la parole, Montréal, L'Hexagone, 1993, 160 p.  (ISBN 978-2-89006-483-6)
- Bitumes, Montréal, L'Hexagone, 1998, 101 p.  (ISBN 978-2-89006-582-6)
- Quand demeure, Montréal, L'Hexagone, 2002, 81 p.  (ISBN 978-2-89006-685-4)
- Poèmes de flèche et de plume, Montréal, Trait d'union, 2004, 84 p.  (ISBN 978-2-89588-069-1)
- Choses nues passage, Montréal, L'Hexagone, 2004, 112 p.  (ISBN 978-2-89006-711-0)
- Mille pas dans le jardin font aussi le tour du monde, Montréal, L'Hexagone, 2005, 207 p.  (ISBN 978-2-89006-770-7)
- L'Oiseau, le Vieux-Port et le Charpentier (poésie jeunesse, publication posthume), Montréal, L'Hexagone, 2006, 43 p.  (ISBN 978-2-89006-788-2)
- Il dit (publication posthume), Montréal, L'Hexagone, 2008, 124 p.  (ISBN 978-2-89006-813-1)

### Essais et études littéraires
- Michel van Schendel, Gilles Hénault, Jacques Brault, Wilfrid Lemoine et Yves Préfontaine, La Poésie et nous, Montréal, L'Hexagone, coll. Les voix, 1958, 93 p.
- Ducharme, l'inquiétant, Montréal, Presses de l'Université de Montréal, 1967, 24 p.
- Georges Leroux et Michel Van Schendel (dir.), Sédiments 1986, Montréal, Hurtubise HMH, 1986, 263 p.[13]
- Rebonds critiques, Montréal, L'Hexagone, coll. Essais littéraires, 1992, 3 volumes.  (ISBN 978-2-89006-471-3)
- Écrits politiques (publication posthume), Montréal, VLB, 2007, 252 p.  (ISBN 978-2-89005-969-6)

### Livres d'artiste
Collaborations avec l'artiste Louis-Pierre Bougie :
- Michel van Schendel (poèmes) et Louis-Pierre Bougie (25 gravures), Terre brune, Montréal, 2004.
- Le jardinier, 17 gravures, textes originaux de Michel van Schendel, Montréal, Atelier Circulaire, 2005.  (ISBN 978-2-98090-200-0)
- Les mots griffonnés, 12 gravures, texte original de Michel van Schendel, Montréal, Atelier circulaire, 2010.  (ISBN 978-2-98090-201-7)

### Traductions
- (it) Michel Van Schendel (trad. Lucia Bonato), Delta di pietra, Rome, Bulzoni, 1990, 226 p. (ISBN 88-7119-150-1)

## Prix et honneurs
- 1980 : Prix littéraire du Gouverneur général pour De l'oeil et de l'écoute
- 2001 : Membre de la Société royale du Canada
- 2003 : Prix Athanase-David pour l'ensemble de sa carrière et de son œuvre
- 2003 : Prix Spirale Eva-Le-Grand pour Un temps éventuel : histoire d'un homme et de plusieurs
- 2003 : Prix Victor-Barbeau pour Un temps éventuel : histoire d'un homme et de plusieurs